# 7e étape du Tour d'Italie 2002
Pour un article plus général, voir Tour d'Italie 2002.
La 7e étape du Tour d'Italie 2002 a eu lieu le 19 mai 2002 entre les villes de Viareggio en Toscane et de Lido di Camaiore sur une distance de 159 km. Elle a été remportée en solitaire par le Belge Rik Verbrugghe (Lotto-Adecco) devant l'Allemand Raphael Schweda (Team Coast) et l'Italien Cristian Moreni (Alessio). Arrivé au sein du peloton, l'Allemand Jens Heppner (Telekom conserve le maillot rose de cette édition du Tour d'Italie à l'issue de l'étape.

## Classement de l'étape
| \| Classement de l'étape \| Classement de l'étape \| Classement de l'étape \| Classement de l'étape \| Classement de l'étape \| \| Coureur \| Coureur \| Pays \| Équipe \| Temps \| \| --------------------- \| --------------------- \| --------------------- \| ---------------------- \| --------------------- \| \| 1er \| Rik Verbrugghe \| Belgique \| Lotto-Adecco \| 4 h 03 min 59 s \| \| 2e \| Raphael Schweda \| Allemagne \| Team Coast \| + 59 s \| \| 3e \| Cristian Moreni \| Italie \| Alessio \| + 59 s \| \| 4e \| Maximilian Sciandri \| Royaume-Uni \| Lampre-Daikin \| + 1 min 02 s \| \| 5e \| Gianni Faresin \| Italie \| Gerolsteiner \| + 1 min 02 s \| \| 6e \| Óscar Pereiro \| Espagne \| Phonak Hearing Systems \| + 1 min 02 s \| \| 7e \| Denis Lunghi \| Italie \| Colpack-Astro \| + 1 min 02 s \| \| 8e \| Dario Cioni \| Italie \| Mapei-Quick Step \| + 1 min 08 s \| \| 9e \| Alessandro Petacchi \| Italie \| Fassa Bortolo \| + 1 min 46 s \| \| 10e \| Fabrizio Guidi \| Italie \| Team Coast \| + 1 min 46 s \| |                     |             |                        |                 |
| |                     |             |                        |                 |
| |                     |             |                        |                 |
| Classement de l'étape |                     |             |                        |                 |
| Coureur | Coureur             | Pays        | Équipe                 | Temps           |
| 1er | Rik Verbrugghe      | Belgique    | Lotto-Adecco           | 4 h 03 min 59 s |
| 2e | Raphael Schweda     | Allemagne   | Team Coast             | + 59 s          |
| 3e | Cristian Moreni     | Italie      | Alessio                | + 59 s          |
| 4e | Maximilian Sciandri | Royaume-Uni | Lampre-Daikin          | + 1 min 02 s    |
| 5e | Gianni Faresin      | Italie      | Gerolsteiner           | + 1 min 02 s    |
| 6e | Óscar Pereiro       | Espagne     | Phonak Hearing Systems | + 1 min 02 s    |
| 7e | Denis Lunghi        | Italie      | Colpack-Astro          | + 1 min 02 s    |
| 8e | Dario Cioni         | Italie      | Mapei-Quick Step       | + 1 min 08 s    |
| 9e | Alessandro Petacchi | Italie      | Fassa Bortolo          | + 1 min 46 s    |
| 10e | Fabrizio Guidi      | Italie      | Team Coast             | + 1 min 46 s    |

## Classement général
| \| Classement général \| Classement général \| Classement général \| Classement général \| Classement général \| \| Coureur \| Coureur \| Pays \| Équipe \| Temps \| \| ------------------ \| -------------------- \| ------------------ \| ----------------------- \| ------------------ \| \| 1er \| Jens Heppner \| Allemagne \| Telekom \| 35 h 25 min 30 s \| \| 2e \| Stefano Garzelli \| Italie \| Mapei-Quick Step \| + 3 min 33 s \| \| 3e \| Yaroslav Popovych \| Ukraine \| Landbouwkrediet-Colnago \| + 3 min 43 s \| \| 4e \| Pietro Caucchioli \| Italie \| Alessio \| + 3 min 45 s \| \| 5e \| Eddy Mazzoleni \| Italie \| Tacconi Sport \| + 3 min 57 s \| \| 6e \| Ángel Vicioso \| Espagne \| Kelme-Costa Blanca \| + 4 min 09 s \| \| 7e \| Francesco Casagrande \| Italie \| Fassa Bortolo \| + 4 min 16 s \| \| 8e \| Paolo Savoldelli \| Italie \| Index-Alexia Alluminio \| + 4 min 27 s \| \| 9e \| Gilberto Simoni \| Italie \| Saeco-Longoni Sport \| + 4 min 33 s \| \| 10e \| Santiago Pérez \| Espagne \| Kelme-Costa Blanca \| + 4 min 36 s \| |                      |           |                         |                  |
| |                      |           |                         |                  |
| |                      |           |                         |                  |
| Classement général |                      |           |                         |                  |
| Coureur | Coureur              | Pays      | Équipe                  | Temps            |
| 1er | Jens Heppner         | Allemagne | Telekom                 | 35 h 25 min 30 s |
| 2e | Stefano Garzelli     | Italie    | Mapei-Quick Step        | + 3 min 33 s     |
| 3e | Yaroslav Popovych    | Ukraine   | Landbouwkrediet-Colnago | + 3 min 43 s     |
| 4e | Pietro Caucchioli    | Italie    | Alessio                 | + 3 min 45 s     |
| 5e | Eddy Mazzoleni       | Italie    | Tacconi Sport           | + 3 min 57 s     |
| 6e | Ángel Vicioso        | Espagne   | Kelme-Costa Blanca      | + 4 min 09 s     |
| 7e | Francesco Casagrande | Italie    | Fassa Bortolo           | + 4 min 16 s     |
| 8e | Paolo Savoldelli     | Italie    | Index-Alexia Alluminio  | + 4 min 27 s     |
| 9e | Gilberto Simoni      | Italie    | Saeco-Longoni Sport     | + 4 min 33 s     |
| 10e | Santiago Pérez       | Espagne   | Kelme-Costa Blanca      | + 4 min 36 s     |

## Classements annexes
| Classement par points | Classement par points | Classement par points | Classement par points        | Classement par points |
| Coureur               | Coureur               | Pays                  | Équipe                       | Points                |
| --------------------- | --------------------- | --------------------- | ---------------------------- | --------------------- |
| 1er                   | Mario Cipollini       | Italie                | Acqua & Sapone-Cantina Tollo | 78 pts                |
| 2e                    | Massimo Strazzer      | Italie                | Phonak Hearing Systems       | 73 pts                |
| 3e                    | Fabrizio Guidi        | Italie                | Team Coast                   | 56 pts                |
| 4e                    | Stefano Garzelli      | Italie                | Mapei-Quick Step             | 51 pts                |
| 5e                    | Robbie McEwen         | Australie             | Lotto-Adecco                 | 46 pts                |

| Classement par points | Classement par points | Classement par points | Classement par points        | Classement par points |
| Coureur               | Coureur               | Pays                  | Équipe                       | Points                |
| --------------------- | --------------------- | --------------------- | ---------------------------- | --------------------- |
| 1er                   | Mario Cipollini       | Italie                | Acqua & Sapone-Cantina Tollo | 78 pts                |
| 2e                    | Massimo Strazzer      | Italie                | Phonak Hearing Systems       | 73 pts                |
| 3e                    | Fabrizio Guidi        | Italie                | Team Coast                   | 56 pts                |
| 4e                    | Stefano Garzelli      | Italie                | Mapei-Quick Step             | 51 pts                |
| 5e                    | Robbie McEwen         | Australie             | Lotto-Adecco                 | 46 pts                |

| Classement de la montagne | Classement de la montagne | Classement de la montagne | Classement de la montagne | Classement de la montagne |
| Coureur                   | Coureur                   | Pays                      | Équipe                    | Points                    |
| ------------------------- | ------------------------- | ------------------------- | ------------------------- | ------------------------- |
| 1er                       | Stefano Garzelli          | Italie                    | Mapei-Quick Step          | 19 pts                    |
| 2e                        | Francesco Casagrande      | Italie                    | Fassa Bortolo             | 10 pts                    |
| 3e                        | Santiago Pérez            | Espagne                   | Kelme-Costa Blanca        | 10 pts                    |
| 4e                        | Ruggero Marzoli           | Italie                    | Formaggi Trentini         | 9 pts                     |
| 5e                        | Gilberto Simoni           | Italie                    | Saeco-Longoni Sport       | 6 pts                     |

| Classement de la montagne | Classement de la montagne | Classement de la montagne | Classement de la montagne | Classement de la montagne |
| Coureur                   | Coureur                   | Pays                      | Équipe                    | Points                    |
| ------------------------- | ------------------------- | ------------------------- | ------------------------- | ------------------------- |
| 1er                       | Stefano Garzelli          | Italie                    | Mapei-Quick Step          | 19 pts                    |
| 2e                        | Francesco Casagrande      | Italie                    | Fassa Bortolo             | 10 pts                    |
| 3e                        | Santiago Pérez            | Espagne                   | Kelme-Costa Blanca        | 10 pts                    |
| 4e                        | Ruggero Marzoli           | Italie                    | Formaggi Trentini         | 9 pts                     |
| 5e                        | Gilberto Simoni           | Italie                    | Saeco-Longoni Sport       | 6 pts                     |

| Classement par équipes | Classement par équipes | Classement par équipes | Classement par équipes |
| Équipe                 | Équipe                 | Pays                   | Temps                  |
| ---------------------- | ---------------------- | ---------------------- | ---------------------- |
| 1re                    | Kelme-Costa Blanca     | Espagne                | 105 h 55 min 30 s      |
| 2e                     | Alessio                | Italie                 | + 4 min 16 s           |
| 3e                     | Telekom                | Allemagne              | + 7 min 17 s           |
| 4e                     | Lampre-Daikin          | Italie                 | + 7 min 47 s           |
| 5e                     | Mapei-Quick Step       | Italie                 | + 8 min 03 s           |

| Classement par équipes | Classement par équipes | Classement par équipes | Classement par équipes |
| Équipe                 | Équipe                 | Pays                   | Temps                  |
| ---------------------- | ---------------------- | ---------------------- | ---------------------- |
| 1re                    | Kelme-Costa Blanca     | Espagne                | 105 h 55 min 30 s      |
| 2e                     | Alessio                | Italie                 | + 4 min 16 s           |
| 3e                     | Telekom                | Allemagne              | + 7 min 17 s           |
| 4e                     | Lampre-Daikin          | Italie                 | + 7 min 47 s           |
| 5e                     | Mapei-Quick Step       | Italie                 | + 8 min 03 s           |